# Abbaye de Thame
Ne doit pas être confondu avec Thame.
L’abbaye de Thame est une ancienne abbaye cistercienne située dans le village de Thame, dans le district du South Oxfordshire (Oxfordshire), en Angleterre. Comme la plupart des abbayes britanniques, elle a été fermée par Henry VIII durant la campagne de dissolution des monastères.

## Histoire

### Fondation
Selon les annales de l'abbaye de Waverley, l'abbaye de Thame est fondée le 22 juillet 1138, mais dans un site initial situé assez loin de Thame, dans le lieu-dit Otteley (ou Otley), à Oddington. En effet, le seigneur local, Robert Gait (ou, suivant les orthographes, Gai, Geyt, ou le Gai) demande aux cisterciens de venir s'établir en ce lieu, sous réserve de leur fournir des moines. Aucune abbaye ne fut probablement construite en ce lieu inadapté à la vie monastique, mais seulement une grange. Dès avant 1140, la petite communauté quitte ce premier établissement pour un terrain donné par Alexandre, évêque de Lincoln. La nouvelle fondation prend le nom de sancte Marie de Parco Thame.
Les travaux vont vite et l'église est dédicacée dès 1145. L'abbaye se développe relativement peu au Moyen Âge, mais possède tout de même six granges (quatre dans le comté d'Oxford, à Wyfold, à Stoke Talmage et à Chesterton, plus celle d'Otteley déjà mentionnée, et deux dans le comté de Buckingham, à Saunderton et à Sibdon) et fonde une abbaye-fille en 1281, à Rewley,.

### Liste des abbés de Thame
- Everard, attesté en 1138
- Serlo, attesté en 1148
- William of Ford, attesté en 1184
- Simon, attesté en 1205
- Lawrence, attesté en 1225
- Robert de Tett[esworth], attesté en 1232
- Hillary, attesté en 1243
- Roger de Marcham, attesté en 1252
- Richard Bartone, attesté en 1259
- Roger Houttone, attesté en 1283
- William Strattone, attesté en 1302
- John de Thame, attesté en 1316
- William Steyning, attesté en 1349
- John de Esingdon, attesté en 1355
- Richard de Wath, attesté en 1361
- Henry Towersey, attesté en 1393 et en 1401
- John, attesté en mai 1407 et en 1434
- John Blackthorn, mort en 1457
- Richard Syndesey, élu en 1457
- William Hode, élu en 1464
- Augustine, élu en 1472, attesté en 1478
- John, attesté en 1495 et en 1507
- John Warren, attesté en 1509 et en 1525
- Robert King, élu en 1529, chassé en 1539[5].

### Dissolution du monastère
En 1526, une visite fait état du très mauvais état dans lequel est le monastère, à la fois en ce qui concerne les bâtiments et le respect de la règle monastique. En 1539, comme de nombreuses autres abbayes anglaises, à la suite de la rupture entre Henry VIII et l'Église catholique, l'abbaye de Thame est fermée lors de la campagne de dissolution des monastères. Il restait à cette époque douze moines et l'abbé.
Après la dissolution, le site de l'abbaye échoit à la famille Wenman, qui fait construire (au milieu du XVIIIe siècle) une maison en réutilisant une partie de l'abbaye. Cette partie a été protégée au titre des monuments classés le 24 avril 1951. La maison est particulièrement connue pour avoir été la dernière demeure de l'ex-chanteur des Bee Gees Robin Gibb.